# Drymoreomys albimaculatus
Drymoreomys albimaculatus es la única especie del género Drymoreomys de roedores miomorfos de la familia de los cricétidos, de la selva atlántica de Brasil. Sólo se conoce en los estados de São Paulo y Santa Catarina, y no fue nombrado hasta 2011. Vive en el bosque húmedo en la vertiente oriental de la Serra do Mar y quizás se reproduce todo el año.